# Alavere (Anija)
Alavere is een plaats in de Estlandse gemeente Anija, provincie Harjumaa. De plaats heeft de status van dorp (Estisch: küla).

## Bevolking
Het dorp had 339 inwoners op 31 december 2011 en 347 inwoners op 31 december 2021.

## Geboren in Alavere
- Sandra Nurmsalu, violiste en zangeres